# Robert Hovhannisyan
Robert Hovhannisyan (in armeno Ռոբերտ Հովհաննիսյան?; Erevan, 23 marzo 1991) è uno scacchista armeno.
Grande maestro dal 2010, nel 2011 ha vinto il 71º Campionato armeno. Nello stesso anno si è classificato secondo nel Campionato del mondo juniores (under 20) di Chennai in India, vinto da Dariusz Świercz.
Ha fatto parte della nazionale armena, vincitrice della medaglia d'oro, nel campionato del mondo a squadre del 2011 a Ningbo in Cina, oltre che a quella giunta 2ª alle Olimpiadi 2022, occasione nella quale ha inoltre ottenuto l'argento personale come quinta scacchiera.
Nel 2012 ha ottenuto il secondo posto nel 72º campionato armeno, vinto da Tigran L. Petrosian.
Nel 2013 ha vinto il Karen Asrian Memorial di Jermuk, con un punto di vantaggio sul connazionale Samvel Ter-Sahakyan.
Nell'ottobre 2016 ha vinto il primo Erevan Open.
Nel luglio 2019 ha vinto il 39º Open Internacional Ajedrez Villa de Benasque con 8.5 punti su 10.
Ha raggiunto il rating FIDE più alto nel dicembre 2021, con 2643 punti Elo.